# Arnie Sowell
Arnie Sowell (eigentlich Arnold M. Sowell; * 6. April 1935 in Pittsburgh) ist ein ehemaliger US-amerikanischer Mittelstreckenläufer, der sich auf die 800-Meter-Distanz spezialisiert hatte.
1955 siegte er bei den Panamerikanischen Spielen in Mexiko-Stadt, und 1956 wurde er Vierter bei den Olympischen Spielen in Melbourne.
Zweimal wurde er US-Meister über 800 m bzw. 880 Yards (1955, 1956) und dreimal US-Hallenmeister über 1000 Yards (1955–1957). 1954 und 1956 wurde er für die University of Pittsburgh startend NCAA-Meister über 800 m bzw. 880 Yards.

## Persönliche Bestzeiten
- 440 Yards: 47,3 s, 8. Juni 1956, Houston (entspricht 47,0 s über 400 m)
- 800 m: 1:46,7 min, 16. Juni 1956, Berkeley
- 1500 m: 3:48,1 min, 6. Juli 1957, Nancy